# 쿠르시드 기요소프
쿠르시드 기요소프(1995년 4월 13일 ~ )는 우즈베키스탄의 축구 선수이다. 포지션은 미드필더이다. 현재 우즈베키스탄 슈퍼리그의 FC 부뇨드코르 소속이다.